# آروئیرا ۳
آروئیرا ۳ (انگلیسی: Aroeira 3)، یک جمجمه انسان ۴۰۰۰۰۰ ساله «انسان هایدلبرگی» است که در غار آروئیرا، پرتغال کشف شد. این اولین اثر انسانی در پرتغال است. H. heidelbergensis در انتقال بین «انسان راست‌قامت» و اوایل نئاندرتال وجود داشت و هم از ابزار سنگی و هم از آتش استفاده می‌کرد. جمجمه در حفاری ۲۰۱۴ آسیب دید اما در دو سال بعد بازسازی شد. در سال ۲۰۱۷، توضیحات جمجمه در مقالات آکادمی ملی علوم ایالات متحده آمریکا منتشر شد. در موزه ملی باستان‌شناسی (لیسبون) نمایش داده شده است.